# 三菱ビルヂング
三菱ビルヂング（みつびしビルヂング）は、東京都千代田区丸の内一丁目に所在するオフィスビルである。

## 歴史
本ビル建設前のこの地には、1918年竣工で石造4階建（一部6階建）の三菱本館が建っていた。三菱本館は財閥解体以前は三菱合資会社が事務所を構え、岩崎小弥太が使用した部屋も特別会議室として残されるなど、三菱グループの総本山的存在であった。しかし、三菱化成工業をはじめ入居企業から増室を希望する声が挙げられ、三菱商事からも西側に隣接する旧三菱商事ビルを解体し共同でビルを建設したいとの提案があったことから、1971年3月に建替えを決定した。新たなビルは1971年9月6日に着工。1973年3月28日に竣工し、「三菱ビルヂング」と命名された。旧三菱商事ビルの解体とその跡の三菱重工ビル増築工事も同時進行で行われ、低層部は両ビル一体構造とされた。三菱重工ビルは、のちに丸の内二丁目ビルに名称変更されている。三菱ビルヂングの入居テナントは三菱化成工業、三菱油化、三菱モンサント化成（この3社は現在の三菱ケミカル）、三菱ガス化学、三菱樹脂（現在三菱ケミカル）の三菱系化学メーカー5社が大部分を占め、三菱金曜会の事務局が置かれた（のちに三菱商事ビルディングに移転）。1974年には、第15回BCS賞を受賞している。